# Chilate

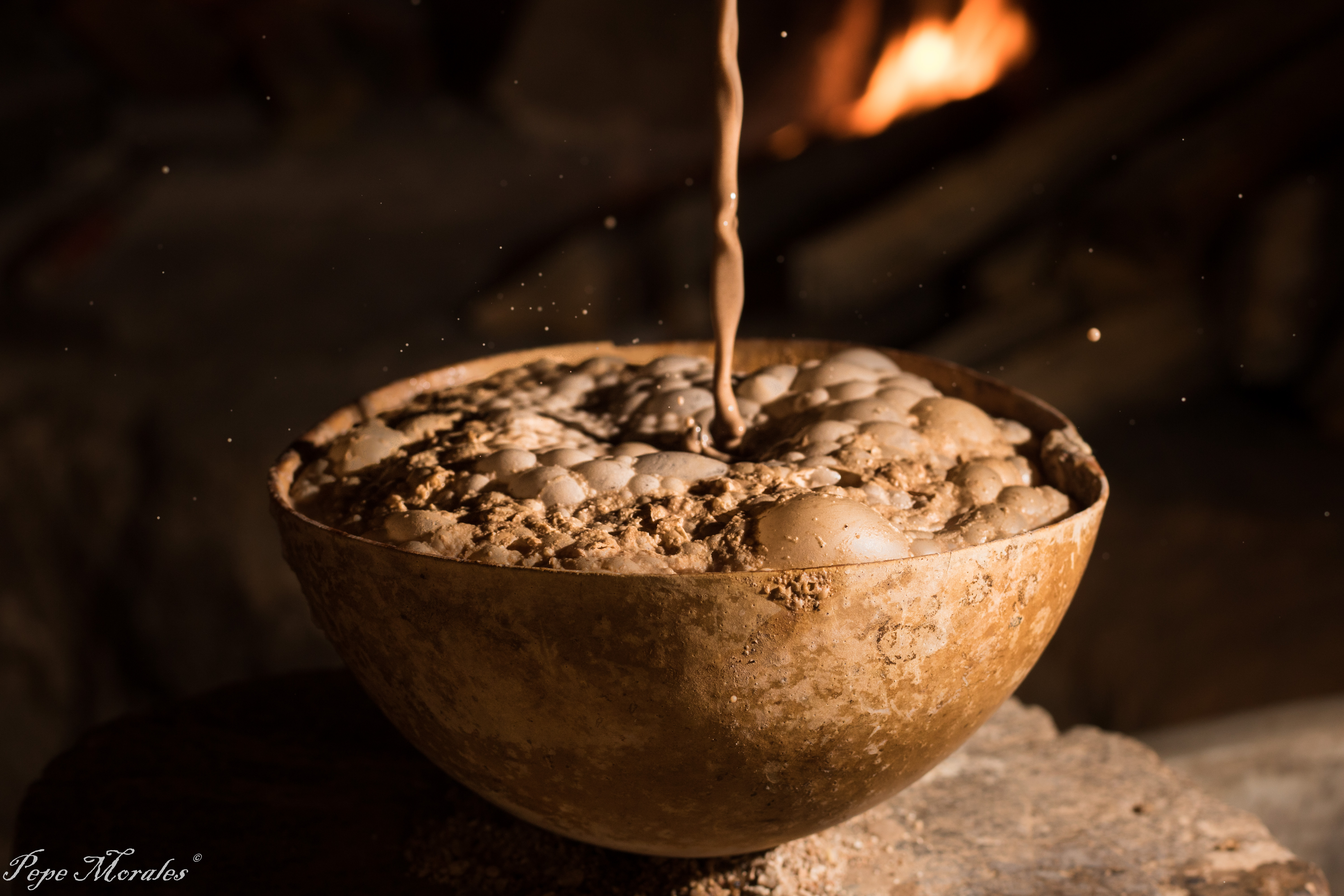
Bebida tradicional del estado de Guerrero a base de cacao, arroz y canela. Existen algunas variantes dependiendo de la región.

El chilate es una bebida fría típica de la gastronomía mexicana originaria del estado de Guerrero de la Costa Chica de México.  Su nombre proviene del náhuatl chiliatl en donde chilli significa chile y atl agua, que en conjunto se denomina "agua de chile", sin embargo no lleva chile, la bebida es elaborada a base de cacao, canela (ingrediente por el que se percibe un ligero picor), arroz y piloncillo.
El chilate es una bebida muy presente en comunidades amuzgas, mixtecas, tlapanecas y afromexicanas en el estado de Guerrero, así como en Acapulco. Suele acompañarse con el tradicional bolillo con relleno. 
No debe confundirse con el chilate de Guatemala, El Salvador, Honduras y Nicaragua el cual es una bebida con una preparación diferente(especialmente en Jinotepe, Diriamba, Masatepe).

## Ingredientes

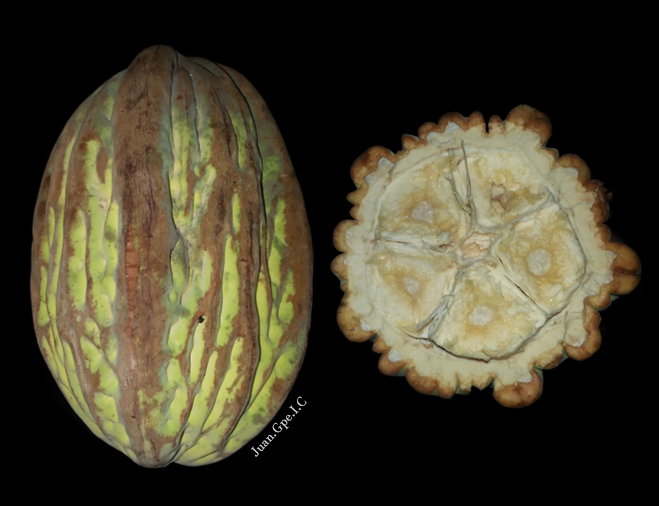
Conocido como cacao silvestre es nativa del sur de México, sus semillas son grandes del tamaño de una almendra, color chocolate o purpúreo, de 2 a 3 cm de largo y de sabor amargo.

El chilate se elabora de la misma manera en la región de Costa Chica, pero existen variantes dependiendo del tipo de cacao que se utilice y del tipo de insumo que se le agregue, porque existen diferentes variaciones con maíz tostado, chile seco y cacao colorado, sin embargo de manera general esta contiene:
- Arroz
- Cacao
- Canela
- Piloncillo

## Preparación
Se tuesta el cacao en un comal o sobre una plancha, y posteriormente se muele, junto al arroz (opcional), la canela y se cuela con una manta rala o un colador fino, vertiendo agua poco a poco. Una vez ya colado, se agrega el piloncillo al gusto. 

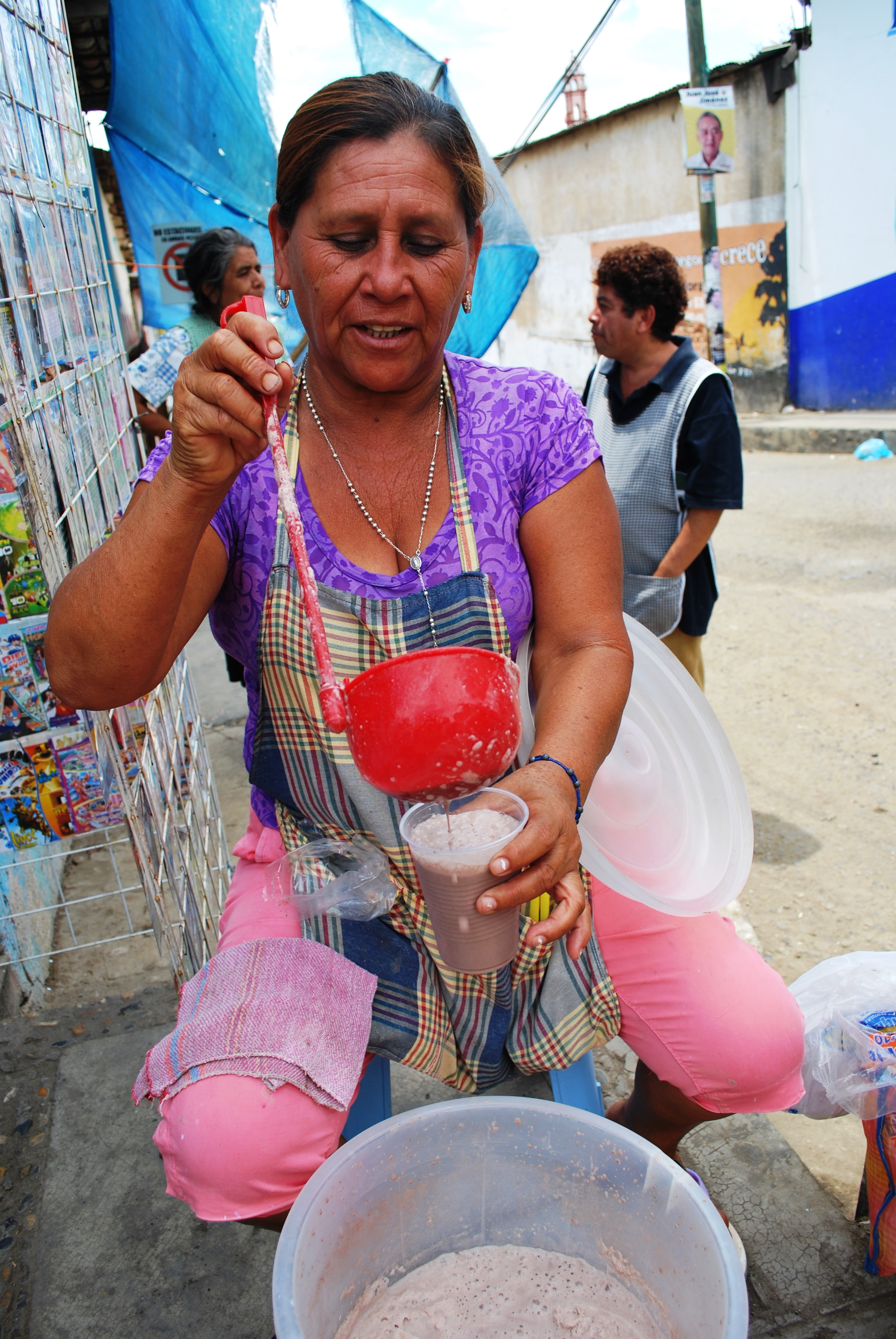
Mujer vendiendo chilate en Ometepec, Guerrero, México.

Se tuestan los granos en un comal de barro, se pelan y se ponen a remojar en agua fría para posteriormente escurrirlos y molerlos hasta obtener una pasta homogénea que se disolverá en agua, se le agregará canela y endulzante piloncillo. Se toma bien frío, con hielo.
El modo de servir el chilate para su consumo es, al inició la bebida se encuentra liquida, esta debe ser espumosa, para obtener dicho efecto en un vaso se vierte un chorro a otro diferente, desde una altura de aproximadamente de 30 a 50 cm, dejando caer el chorro de modo que haga espuma.